# Vũ Duy Từ
Vũ Duy Từ (* 16. Juni 1934 in Quan phuong) ist ein vietnamesischer Südostasienwissenschaftler, insbesondere Vietnamist.

## Leben
Vũ promovierte am 23. Mai 1962 an der Universität Bonn mit einer Arbeit über Emmanuel Mouniers personalistische Philosophie zum Dr. phil. Seine Habilitation an der Universität Hamburg schloss er 1972 mit einer Schrift über den Beginn der christlich-europäischen Einflußnahme in Vietnam ab und war damit der einzige habilitierte Vertreter der Vietnamistik in der Bundesrepublik Deutschland. In Hamburg lehrte er von 1972 bis 1984 als Privatdozent für Sprachen und Kulturen Südostasiens mit besonderer Berücksichtigung Vietnams und von 1984 bis 1999 als erster Professor für Vietnamesisch am Fachbereich Orientalistik (dem heutigen Asien-Afrika-Institut). Seine Nachfolge trat Jörg Thomas Engelbert an.

## Schriften (Auswahl)
- Individualisme, collectivisme, personnalisme dans l’oeuvre d’Emmanuel Mounier. De la personne à la communauté humaine. Bonn 1962, OCLC 602245392.
- Der Beginn der christlich-europäischen Einflußnahme in Vietnam. Deutsche Gesellschaft für Natur- und Völkerkunde Ostasiens, Tokio/Hamburg 1972, OCLC 2958967.
- Lehrbuch der vietnamesischen Sprache. Mit Übungen und Lösungen. Hamburg 1998 [1983], ISBN 3-87548-151-8.
- als Herausgeber mit Gerhard Will: Vietnams neue Position in Südostasien. Hamburg 1999, ISBN 3-88910-221-2.